# دون بورتون
دون بورتون (بالإنجليزية: Don Burton)‏ هو سياسي أسترالي، ولد في 3 مارس 1920، وتوفي في 17 مايو 2007. حزبياً، نشط في حزب العمال الأسترالي. وقد انتخب عضو المجلس التشريعي نيو ساوث ويلز.